# Phumosia mossopi
Phumosia mossopi är en tvåvingeart som beskrevs av Zumpt 1953. Phumosia mossopi ingår i släktet Phumosia och familjen spyflugor.
Artens utbredningsområde är Zimbabwe. Inga underarter finns listade i Catalogue of Life.